# Тарасевич, Тимофей Яковлевич
Тимофе́й Я́ковлевич Тарасе́вич (22 января (3 февраля) 1861 — после 1917) — член IV Государственной думы от Гродненской губернии, крестьянин.

## Биография
Православный, крестьянин села Новоберезово Новоберезовской волости Бельского уезда.
Окончил Новоберезовское народное училище. Занимался земледелием (12½ десятин надельной земли). Одно трехлетие состоял сельским старостой, с 1909 года — помощником заведующего 10-м военно-конским участком, а в 1910—1912 годах — волостным старшиной.
В 1912 году был избран членом IV Государственной думы от Гродненской губернии. Входил во фракцию русских националистов и умеренно-правых, после её раскола в августе 1915 года — в группу прогрессивных националистов и Прогрессивный блок. Состоял членом комиссий: земельной, по рабочему вопросу, по судебным реформам, а также по местному самоуправлению.
Судьба после 1917 года неизвестна. Был женат, имел четверо сыновей.